# Ciampa moderatella
Ciampa moderatella là một loài bướm đêm trong họ Geometridae.